# Natasha Chetty
Natasha Chetty (* 20. März 2000 in Victoria) ist eine Leichtathletin von den Seychellen, die sich auf den Sprint spezialisiert hat und zu Beginn ihrer Karriere auch im Hochsprung startete. Aktuell ist sie Inhaberin des Landesrekordes im 200-Meter-Lauf.

## Sportliche Laufbahn
Erste Erfahrungen bei internationalen Meisterschaften sammelte Natasha Chetty im Jahr 2017, als sie bei den Juniorenafrikameisterschaften in Tlemcen mit übersprungenen 1,55 m den fünften Platz im Hochsprung belegte. Im Jahr darauf gelangte sie bei den Afrikameisterschaften in Asaba mit 1,65 m auf Rang 13 und 2019 gewann sie bei den Juniorenafrikameisterschaften in Abidjan mit 1,77 m die Silbermedaille und gelangte im Weitsprung mit 5,30 m auf Rang neun. Anschließend wurde sie bei den Afrikaspielen in Rabat mit 1,70 m Neunte im Hochsprung. Nach einer zweijährigen Wettkampfpause schied sie 2022 bei den Commonwealth Games in Birmingham mit 1,76 m in der Qualifikationsrunde aus und begann im selben Jahr ein Studium an der University of Nevada, Reno in den Vereinigten Staaten. 2024 stellte sie mit 24,35 s einen neuen Landesrekord im 200-Meter-Lauf aus und im Juni schied sie bei den Afrikameisterschaften in Douala mit 25,07 s in der ersten Runde aus. Im Jahr darauf startete sie im 60-Meter-Lauf bei den Hallenweltmeisterschaften in Nanjing, kam dort aber mit 7,80 s nicht über die Vorrunde hinaus.

## Persönlichkeiten
- 100 Meter: 11,92 s (+0,8 m/s), 27. April 2024 in Clovis
  - 60 Meter (Halle): 7,73 s, 7. Februar 2025 in Reno
- 200 Meter: 24,35 s (+1,9 m/s), 12. April 2024 in Long Beach (Landesrekord)
  - 200 Meter (Halle): 24,55 s, 23. Februar 2024 in Albuquerque (Landesrekord)
- Hochsprung: 1,77 m, 17. April 2019 in Abidjan